# Trichoplusia abrota
Trichoplusia abrota là một loài bướm đêm trong họ Noctuidae.